# Histoire de la pomme de terre au Luxembourg
Cet article présente l'histoire de la pomme de terre au Luxembourg depuis son introduction dans le duché de Luxembourg (la pomme de terre étant originaire d'Amérique du Sud et apportée en Europe après la conquête de l'Amérique) avec son évolution au sein du grand-duché puis du Luxembourg actuel, où elle sert d'ingrédient de base à la confection d'eau de vie ou de plats typiques de la cuisine luxembourgeoise, tels que les gromperekichelcher ou la bouneschlupp.

## Premières traçes au Luxembourg
Selon le récit traditionnel, l'introduction de la pomme de terre au Luxembourg qui, à l'époque, faisait partie des Pays-Bas autrichiens en tant que duché de Luxembourg, a commencé sous l'empereur Charles VI. Sa diffusion aurait d'abord échoué à cause des réticences des paysans. Ce ne serait que vers 1746, sous la « bonne impératrice » Marie-Thérèse d'Autriche, que la diffusion de la pomme de terre aurait connu une percée grâce à la distribution gratuite de tubercules à ses sujets et grâce aux agents municipaux chargés d'expliquer aux gens, à la sortie de la messe du dimanche, quand et comment planter les pommes de terre. La version impliquant Marie-Thérèse est en désaccord avec le fait, historiquement établi, que le baron d'Erpeldange a distribué déjà en 1740 des pommes de terre à ses paysans, et elle n’est pas confirmée non plus par une étude publiée en 1852 sur l'introduction de la pomme de terre dans le Duché de Luxembourg.

### Knaphoscheid en 1709
Bien que ces témoignages doivent être considérés avec prudence, ils donnent des informations précieuses sur l'époque approximative des premières cultures de pomme de terre dans les différentes localités. L'un des plus intéressants à cet égard est le procès relatif à la dîme des pommes de terre entamé par les habitants de Boevange et de Wincrange contre les jésuites de Luxembourg, dont ils étaient les sujets : un témoin âgé de 77 ans déclara en date du 7 février 1764 qu’à Knaphoscheid on avait commencé les plantations de pommes de terre dans les jardins et puis dans les champs pendant l'hiver froid de 1709, et qu’il avait vu en 1718 à Boevange un champ d'un demi-arpent cultivé avec des pommes de terre.
La référence à 1709 retient l'attention parce que c'est une année exceptionnelle sur le plan météorologique. L'été pluvieux de 1708 s'est traduit par une mauvaise récolte, et a été suivi par un hiver (1708/1709) le plus froid et le plus long connu de mémoire d'homme. Le thermomètre est descendu à une température équivalant à 30 C° au-dessous de zéro ; dans les caves, le vin a gelé dans les fûts ; les arbres fruitiers éclataient à cause du froid ; et, selon les chroniqueurs, les oiseaux tombaient morts du ciel. Les céréales déjà semées (blé d'hiver) gelaient sur pied. En raison des gelées continues, les semis de printemps (blé de printemps) n’ont pas eu lieu au bon moment, ce qui finalement n'a permis de récolter ni grains, ni paille. La famine était inéluctable, et si grave que les gens affamés mangèrent des cadavres d’animaux. — C’était à vrai dire le bon moment pour tenter la plantation de pommes de terre, dont on s’était méfié jusque-là, mais alors, au printemps, et pas en hiver, comme le témoin cité plus haut l’a affirmé.
C’est donc la famine de 1709 et des années suivantes qui a probablement favorisé de manière décisive la naturalisation et la diffusion de la pomme de terre dans le duché de Luxembourg. On ne peut exclure non plus que les dommages collatéraux de la Guerre de Succession d'Espagne (1701–1714) aient pu contribuer à ce développement.

### Esch-sur-Sûre en 1707
En 1755, lors d'un procès engagé contre les habitants du village de Wéris devant le tribunal de Durbuy (actuellement en Belgique), trois témoins ont déclaré que les plantations de pommes de terre avaient commencé après le dur hiver de 1709, d'autres témoins ont cité les années 1703, 1706, 1710 et 1712.
Ce scénario corrobore l'affirmation de l'historien Alphonse Sprunck selon laquelle les pommes de terre étaient déjà cultivées en 1710 en petites quantités dans le duché de Luxembourg, dans de petites parcelles en pente situées entre les champs cultivés.
Le receveur des postes et écrivain luxembourgeois Gregor Spedener pensait en savoir plus et a donc écrit que le premier producteur de pommes de terre du pays était Charles Bernard du Bost-Moulin d'Esch-sur-Sûre, lequel en 1707 aurait importé des tubercules de « pays lointains » et les aurait plantés à Esch-sur-Sûre.
On notera que les premières plantations de pommes de terre évoquées se situent dans la région de l'Oesling. Cela correspond au fait historique général que la pomme de terre a d'abord été cultivée dans les hautes terres peu fertiles, les « terres des pauvres ». Il est également à noter que l'Oesling se trouve exactement dans l'axe de progression de la pomme de terre depuis l'est, à partir de la Rhénanie.

### L'étude de 1852

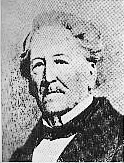
Gaspard-Théodore-Ignace de La Fontaine (1787–1871)

Une étude au sujet de la pomme de terre dans le Luxembourg parut en 1852, menée par l'ancien gouverneur du Luxembourg, Gaspard-Théodore-Ignace de La Fontaine avec pour titre Notice sur les pommes de terre et sur l'époque de leur introduction dans le pays de Luxembourg et les Ardennes wallonnes. L'étude montre que la pomme de terre était déjà cultivée en 1746 dans de nombreux endroits du duché, même en Ardenne, et non seulement dans les jardins, comme c'était généralement le cas auparavant, mais également en plein champ. L’analyse de certains procès autour de la perception de la dîme appliquée aux cultures de pomme de terre a amené de la Fontaine à estimer que l'introduction de la pomme de terre au Luxembourg s'était produite vers 1720.

## Le topinambour

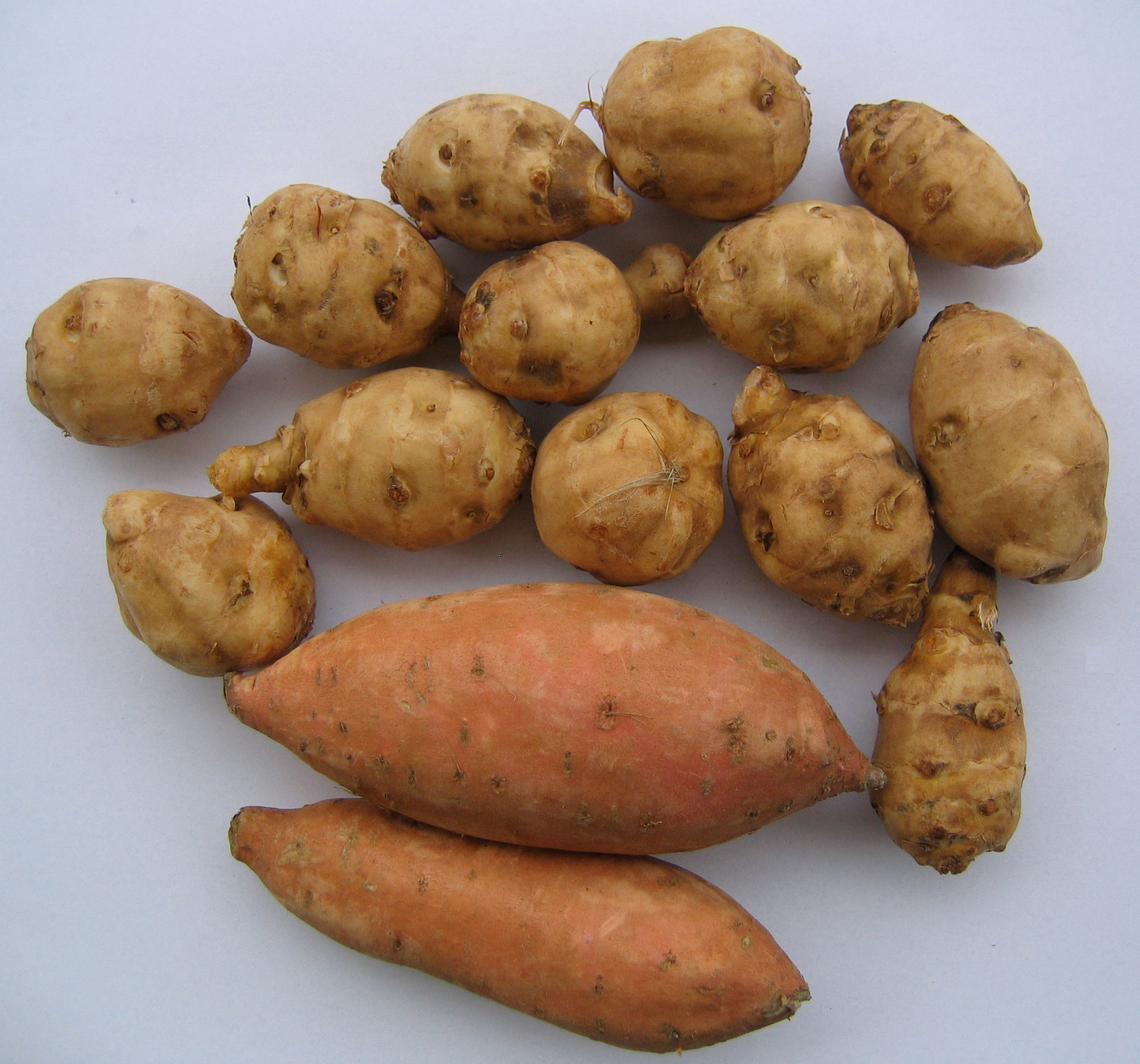
Topinambours (arrondis, brunâtres, environ 5-7 cm de long) et patates douces (fusiformes, rougeâtres, environ 15 cm de long)

Dans les dossiers judiciaires luxembourgeois du XVIIIe siècle, la pomme de terre est désignée par le terme français topinambour ou allemand Grundbirne (littéralement « poire de terre »).
Le terme « topinambour » a été utilisé à l'origine pour désigner un tubercule importé vers 1600 d'Amérique du Nord, qui a été planté à la fin du XVIIe et au début du XVIIIe siècle en Alsace et en Lorraine sous le nom de « pomme de terre » (littéralement traduit en allemand par Erdapfel). Cette plante, dont le nom scientifique est Helianthus tuberosus, est un proche parent du tournesol, également originaire d'Amérique du Nord. En Wallonie, elle a été appelée aussi, en raison de son origine, canada, abréviation de truffe du Canada, nom motivé par la ressemblance du tubercule avec la truffe, ou encore artichaut du Canada, pour le goût d'artichaut du tubercule cuit.
On a prétendu autrefois que la pomme de terre était déjà présente en Alsace en 1623, mais nous savons maintenant qu'il s'agissait en fait du topinambour, de même que dans le Palatinat, où cette plante était cultivée en plein champ dès 1660.
Le topinambour est arrivé au Luxembourg au début du XVIIIe siècle. Dans la Flore du Grand-Duché de Luxembourg (1875) du pharmacien Jean-Henri-Guillaume Krombach et dans la Flora der Heimat (1897) d'Edmond Joseph Klein, cette plante est appelée russesch Gromper, ou « pomme de terre russe ». Dans d'autres régions de langue allemande, on connait des noms analogues comme : russische Erpel (Erpel = Erdäpfel) (par endroits dans la région du Niederrhein) et russische Bodenbirn (dans le Souabe en Bavière). Il semblerait que le qualificatif russisch (russe) ne doive pas être compris dans son acception géographique, mais plutôt comme une marque de qualité inférieure, comme c'est le cas en Pays de Bade avec le qualificatif de Ross : Rosserdepfel, Rossherdäpfel, Rossepfel, Rosskartoffle, Rossgrumbiire, ou en Basse-Autriche avec le qualificatif Judenerdapfel.
Lorsque, plus tard, la pomme de terre est venue s'ajouter au topinambour, et a commencé à s'y substituer, les noms de ces deux néophytes ont été de plus en plus souvent confondus, en particulier sur le plan administratif. C'est ce qui explique qu'en 1764, lors d'un procès devant le tribunal de Durbuy (à l'époque dans le duché de Luxembourg), un avocat de Bruxelles pouvait affirmer qu'il était généralement admis que patates (nom original des patates douces), topinambours, crompires, canadas, pommes de terre et poires de terre étaient des synonymes.

### Coexistence temporaire du topinambour et de la pomme de terre(Grundbirne)
L'étude de référence sur « La pomme de terre en Wallonie au XVIIIe siècle » (1976,) de l'historien belge Fernand Pirotte montre que la diffusion de la pomme de terre au Luxembourg a évolué de la manière suivante :
1. Au début du XVIIIe siècle, une première plante à tubercules jusque-là inconnue, le topinambour, est introduite dans le duché de Luxembourg, probablement à partir de la Lorraine, sous le nom commun en Lorraine de pomme de terre (soit Erdapfel en allemand).
2. Vers 1715–1720, est importée de Rhénanie (plus tard la Province rhénane) une autre plante tubéreuse, appelée poire de terre ou (littéralement en allemand) Grundbirne, devenue dans le langage populaire crompire ou grompir. C’est la pomme de terre au sens actuel.
3. Les deux espèces coexistent pendant un certain temps, mais rapidement, dans l'espace de 20 à 25 ans, avant même l'année 1740, la pomme de terre (au sens actuel) est devenue dominante. Dans les années 1750, au plus tard au début des années 1760, la pomme de terre a définitivement supplanté le topinambour.
Paradoxalement, les autorités ont conservé la désignation de topinambour, l'appliquant à partir de 1740/1750 à la pomme de terre (au sens actuel) qu’elles avaient ignorée jusque-là, sa culture étant limitée aux jardins et, de ce fait, exemptée de dîme.
La pomme de terre avait entre-temps trouvé sa place dans l'assolement triennal. Au lieu de laisser un champ en jachère un an sur trois et de l'utiliser comme pâturage, le paysan pouvait désormais y cultiver la nouvelle plante, qui permettait d'y semer des céréales immédiatement après la récolte. La généralisation de cette nouvelle pratique est confirmée, par exemple, par un rapport de 1764 qui note que les agriculteurs du canton d'Echternach plantaient en grandes quantités des poires de terre ou topinambours.

## Pommes de terre luxembourgeoises pour la Basse-Autriche
Alors que les pommes de terre, au milieu du XVIIIe siècle, étaient déjà largement répandues au Luxembourg rattaché à l'époque aux Pays-Bas autrichiens, ce n'était pas le cas en Autriche même. Un ecclésiastique luxembourgeois, Johann Eberhard Jungblut (1722-1795), a joué un rôle essentiel dans la diffusion de la pomme de terre en Basse-Autriche. C'est lui qui y aurait introduit depuis sa patrie, prétendument « hollandaise », cette culture en 1761, peu de temps après sa prise de fonctions en tant que curé à Prinzendorf an der Zaya. La pomme de terre s'est ensuite répandue à partir de Prinzendorf dans la région du Weinviertel, et même au-delà. Dans l'histoire locale de Prinzendorf, Johann Eberhard Jungblut est connu comme le « curé des pommes de terre » (Erdäpfelpfarrer).

## Epoque française
De 1795 à 1815, le Luxembourg fut rattaché à la France sous le nom de département des Forêts. À l'époque des Français, lit-on dans un périodique luxembourgeois, la culture de la pomme de terre a été fortement encouragée. Les dirigeants révolutionnaires ne se préoccupaient pas tellement de l'alimentation de la population, mais le développement de cette culture permettait de mettre davantage de céréales à la disposition des troupes de Napoléon. Pour cette raison, le sous-préfet devait faire des rapports détaillés sur la récolte des pommes de terre. De ces rapports, il apparaît que déjà à l'époque du département des Forêts, un grand nombre de variétés différentes étaient cultivées, telles que 'Ardenner', 'Française' ou 'Petite souris'.
Même après la défaite de Napoléon, on a cherché au Luxembourg, désormais promu au rang de Grand-Duché, à promouvoir la culture de la pomme de terre. Dans le Mémorial de l'administration, le Journal officiel du Grand-Duché, la population était instruite sur la pomme de terre, sa culture, sa multiplication et son utilisation. Dans un mémoire de 1817, les sujets suivants étaient traités : l'optimisation du rendement par le marcottage, la propagation en plantant des pousses de pommes de terre germées, les précautions à prendre lors de la récolte des pommes de terre et des conseils pour leur stockage, ainsi que pour le séchage des pommes de terre fraîches ou gelées, et comment produire de la farine ou de la fécule.
Le « procédé pour transformer la pomme de terre en une excellente farine » a été traité plus en détail en 1818, de même que la production d'eau-de-vie à partir des pommes de terre, ou bien leur multiplication par semis de graines. Un mémoire de 1819 considère le sarclage des pommes de terre comme plus avantageux que le buttage. On traite aussi de la conservation des pommes de terre en fûts (1824), ou dans des caisses remplies de cendres (1829). L'enlèvement des fleurs, qui empêche la formation des fruits et des graines, peut augmenter le rendement d'un septième (1830), et au lieu d'envoyer ses pommes de terre gelées dans une distillerie, il est suggéré de les faire sécher et de les moudre au moulin pour en faire de la farine. On devrait, cependant, éviter de faire sécher des pommes de terre gelées dans un endroit où les rats et les souris ont un accès libre, car « ces rongeurs sont très friands de la substance farineuse des pommes de terre ».

## Économie

### Application de la dîme aux pommes de terre
Les paysans étaient soumis à la dîme, et devaient par conséquent donner au seigneur le dixième de leur production, une gerbe de blé sur dix par exemple. Cet impôt, en vigueur depuis des siècles, n'était pas contesté. Mais, lorsqu'au début du XVIe siècle, à la suite des Grandes découvertes, des plantes jusqu'alors inconnues ont été introduites dans les cultures, des difficultés sont apparues du fait que ces nouvelles cultures échappaient à la dîme.
Pour clarifier la situation, l'empereur Charles Quint édicta deux ordonnances, l'une en 1520, l'autre en 1530, dont l'objet était de soumettre ces nouvelles plantes à la dîme. Une culture pouvait être exemptée seulement s'il était prouvé que la dîme n'avait pas été appliquée à la nouvelle plante pendant quarante ans. Dans les procès qui s'ensuivirent, les paysans s'appuyaient donc sur les déclarations de témoins très âgés pour prouver qu'aucune dîme n'avait été prélevée pendant plus de quarante ans sur les pommes de terre, et que les prétentions du seigneur décimateur était prescrites.

## Dérivés

### Eau-de-vie

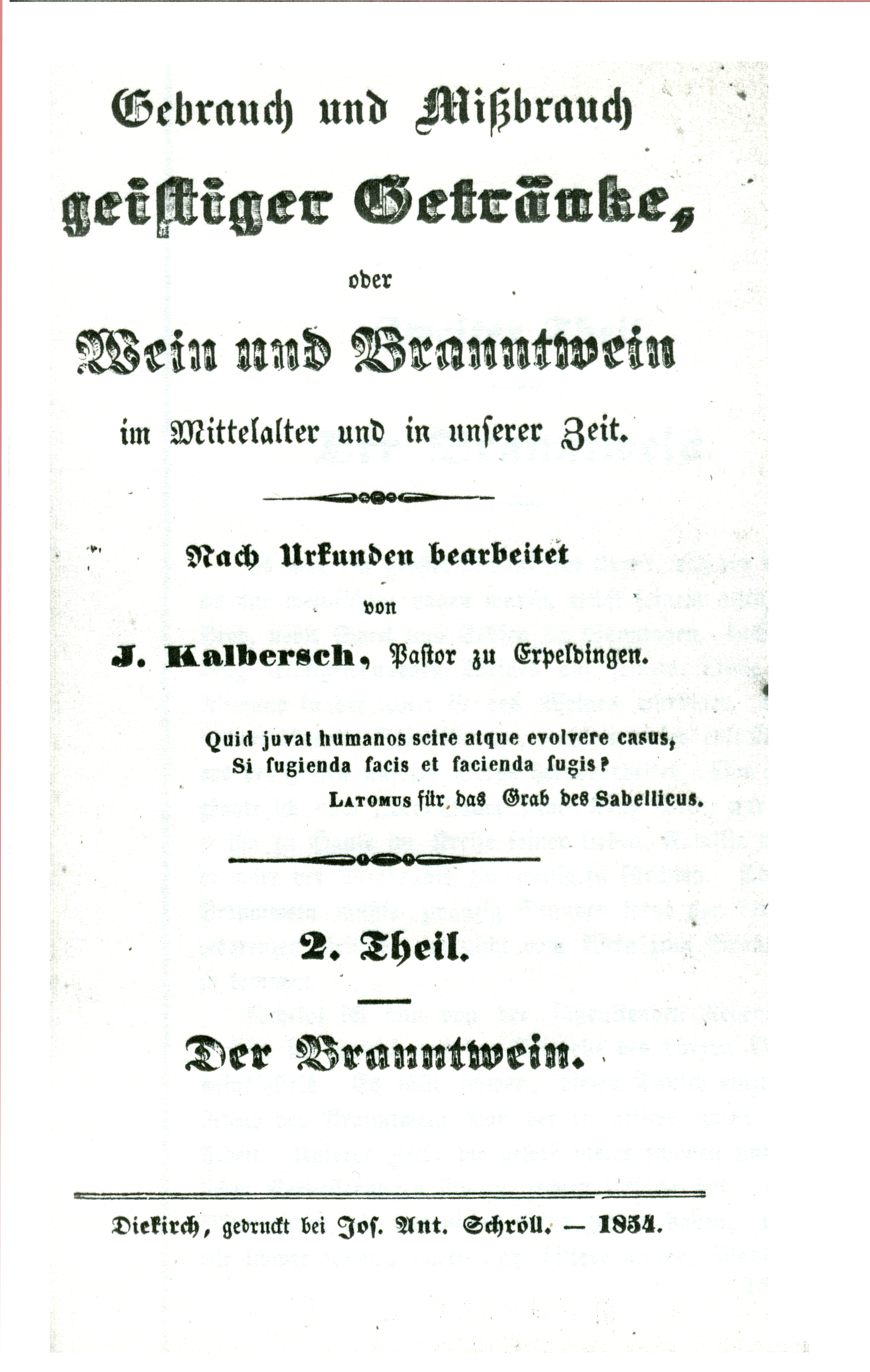
Page de couverture du 2e volume de l'ouvrage de Joseph Kalbersch contre les eaux-de-vie (1854).

Il semble que la production d'eau-de-vie à partir de pommes de terre soit apparue dès le milieu du XVIIIe siècle. Vers 1787, du schnaps de pomme de terre était distillé à Trèves. Mais la percée de la distillation des pommes de terre est intervenue seulement après l'invention de l'appareil de Pistorius en 1817. Le développement de la culture des pommes de terre, et l'apparition d’une technique de distillation plus économique ont alors conduit à un véritable boom de la production d'eau-de-vie.
Un ecclésiastique luxembourgeois, Joseph Kalbersch (1795-1858), curé d'Erpeldange-sur-Sûre, s'est livré à une lutte acharnée contre l'abus de l'eau-de-vie de pommes de terre. La distillation, se plaint-il, va transformer la pomme de terre en un poison que boivent les pauvres : paysans, artisans, ouvriers, domestiques, et même parfois un fermier, autrefois riche, déjà sur la voie de la pauvreté. Ainsi les gens meurent de faim, parce qu’on leur a ôté de la nourriture : « Avant que l'on ait transformé les pommes de terre en eau-de-vie, et avant que les gens boivent ce poison de famine et de pauvreté, chaque ménage à la campagne avait des pommes de terre en abondance. […] Mais puisque les classes les plus pauvres boivent chaque année plus de sept mille ohms de cette Kartoffelpest, elles se retrouvent dans l'impossibilité d'acquérir plus de terres et d'acheter des pommes de terre pour la semence ».
En 1854, l’eau-de-vie de pommes de terre a été interdite, non pour les considérations morales de Kalbersch, mais parce que les mauvaises récoltes de 1852 (pommes de terre) et 1853 (céréales) ont engendré une grave pénurie alimentaire, qui, suivie par une épidémie de choléra en 1854, a dégénéré dans les années 1853-1854 en une véritable famine. L'interdiction n’a été levée que trois ans plus tard.

### Plats

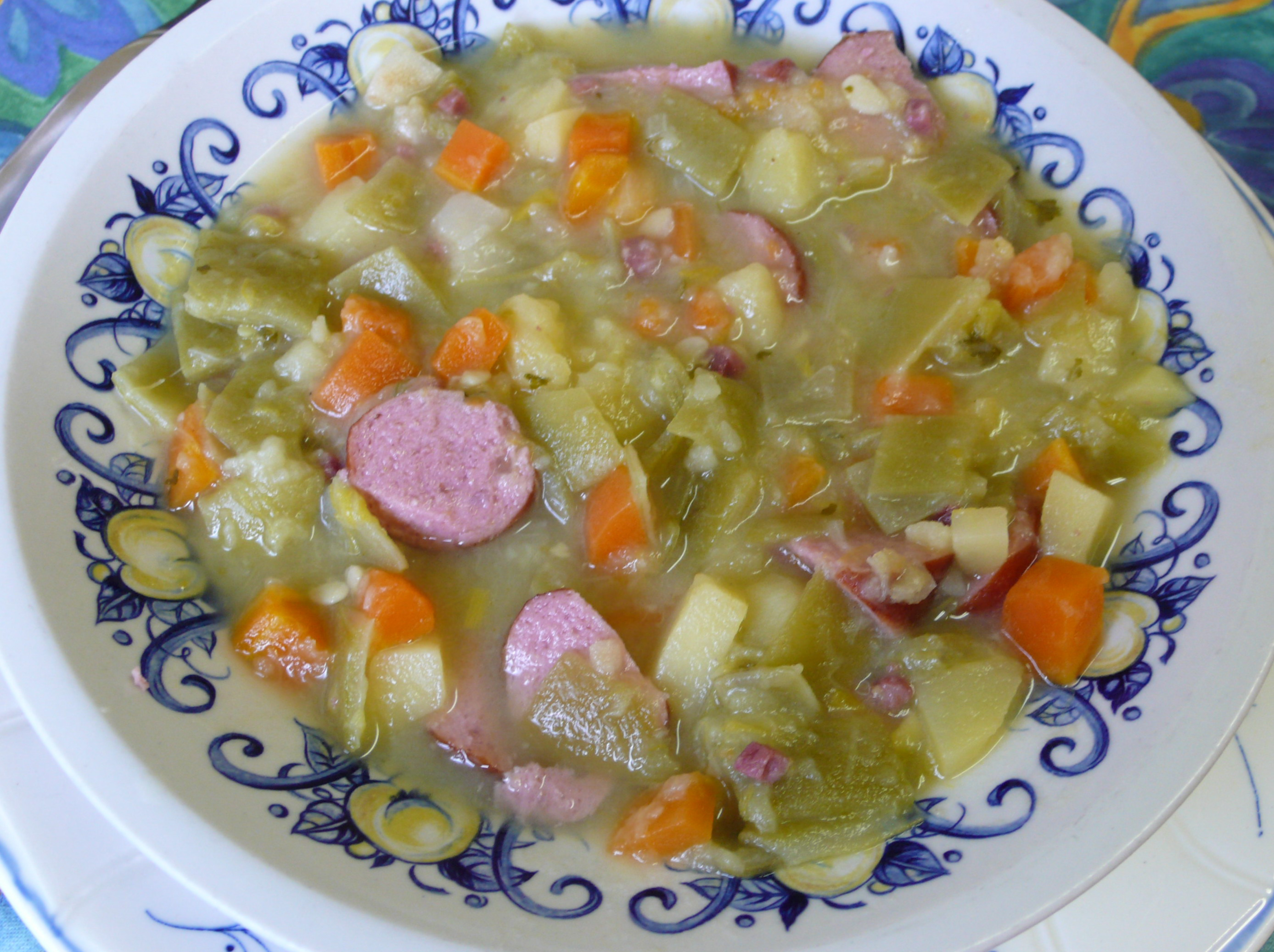
La pomme de terre est un élément essentiel de la bouneschlupp.

Plusieurs plats typiques de la cuisine luxembourgeoise sont à base de pomme de terre, comme les gromperekichelcher ou la bouneschlupp.

## Maladies

### Le mildiou de la pomme de terre
En mai 1846, il y avait déjà eu une interdiction de fabriquer de l’eau-de-vie à partir de pommes de terre ou de céréales en raison d'une maladie de la pomme de terre jusqu'alors inconnue, le mildiou, apparue pour la première fois au Luxembourg au cours de l'été 1845. Elle a été causée par un champignon désormais connu sous le nom scientifique Phytophthora infestans . Sa zone d'origine était le Mexique central. Le parasite est arrivé au cours de l'hiver 1843/44 en Flandre avec des pommes de terre infectées en provenance d'Amérique du Nord, où il avait été noté pour la première fois en 1843. En Flandre, il est resté inaperçu pendant la première année, pour ensuite frapper de manière d’autant plus dévastatrice.
La majeure partie de la récolte européenne de pommes de terre de l’année 1845 a été victime de la maladie. Au Luxembourg, la mauvaise récolte de 1845 due au mildiou avait entraîné une pénurie alimentaire qui durerait jusqu'en 1847, renforcée par la mauvaise récolte de céréales de 1846 et par des spéculateurs sans scrupules. Ni la surveillance initiale et l'interdiction ultérieure des exportations de pommes de terre, ni l'interdiction de distiller de l’eau-de-vie n'ont pu changer cela.

### Doryphore
Le doryphore, originaire d'Amérique comme l'agent du mildiou de la pomme de terre, a également traversé l'Atlantique vers l'Europe, et a été signalé pour la première fois au Luxembourg le 23 juin 1936 à Steinsel (Mullendorf) et des larves de doryphore ont été trouvées à Mamer.
En juillet 1936, un nouveau foyer est découvert à Mamer, tandis que d’autres signalements sont faits à Limpertsberg et Neuhäusgen.
Selon un article de presse, le samedi 11 juillet 1936, un doryphore aurait été trouvé par un écolier à Differdange dans un lieu plutôt atypique, la cour de l’école.
Il ne semble pas que cette découverte ait été confirmée officiellement, de sorte que reste ouverte la question de savoir s’il s’agissait réellement d’un doryphore, ou d’une confusion comme cela s’était produit, par exemple, fin juin 1936 à Bissen  avec une coccinelle, ou à Wiltz avec un criocère du lis. 
Quoi qu’il en soit, le doryphore était désormais définitivement implanté au Luxembourg et allait se propager au cours des années suivantes dans tout le pays. 